# فرخيات معتدلة
فرخيات معتدلة أو أسماك فرخية أو أسماك غامقة (الاسم العلمي: Percichthyidae)، فصيلة أسماك من رتبة الفرخيات.
اسم Percichthyidae مشتق من الكلمة اللاتينية perca والتي تعني فرخ والكلمة اليونانية القديمة ἰχθύς ichthys وتعني سمك.